# Station Świerzawa
Station Świerzawa is een spoorwegstation in de Poolse plaats Świerzawa.